# Андріяшко Василь Дмитрович
Андріяшко Василь Дмитрович (* 25 червня 1942, Рунгури) — український мистецтвознавець, художник монументально-декоративного мистецтва, кандидат мистецтвознавства (2009), член Національної спілки художників України (1985).

## Життєпис
Народився 25 червня 1959 року в с. Рунгури, Коломийського району, Станіславської (тепер Івано-Франківської) області.
У 1969 закінчив Львівський державний інститут прикладного та декоративного мистецтва. Педагоги з фаху — М. Токар, Р. Сельський, Є. Арофікін.
В 2009 році захистив кандидатську (17.00.06) «Київська школа художнього текстилю ХХ ст (Джерела. Розвиток. Перспективи)».
Працює доцентом на кафедрі художнього текстилю та моделювання костюма Київської державної академії декоративно-прикладного мистецтва і дизайну ім. М. Бойчука, а також — помічником ректора з мистецьких питань. Працює в галузі живопису, монументального та декоративно-прикладного мистецтва.

## Основні твори
Гобелени-триптихи «Щастя» (1982, Палац урочистих подій Дарницького районну Києва), «Слава праці» (1984–85, музей трудової слави с. Комишувате Кіровоградської області); мозаїка «Полтавська в'язанка» (1990, фізіотерапевтична лікарня м. Миргород); завіса для сцени Хмельницької обласної філармонії (1990); гобелени «Квітуй, Україно» (1969), «Сестри» (1970; обидва — у співавторстві з Тамарою Мороз), «Гуцули» (1974), «Літо» (1975), «Вертеп» (1992), «Крізь віки» (1995). Виконав 12 полотен на релігійну тематику для двох бічних іконостасів у церкві рідного села Рунгури(1998–99).

## Нагороди
Орден «Знак пошани» (1986)